# Escola Abel Ferrater
L'escola Abel Ferrater és l'escola pública de la Selva del Camp. Aquesta institució ha tingut diversos noms i diverses ubicacions al llarg de la seva història.
Als seus inicis es deia Escuelas Nacionales i no tenia cap edifici concret, ocupava diferents espais municipals per ubicar xiquets i xiquetes per edats. Alguns emplaçaments van ser a Santa Llúcia, al Castell, a la placeta de la Palma, al carrer Major. L'any 1962, finalment es va construir el primer edifici escolar, al camí de Tarragona i va adoptar el nom de José Cristiá. L'any 1977 es va estrenar un nou edifici ubicat al carrer Francesc Crusats i es va passar a dir «Escola Gil Cristià i Arbós».
Amb el creixement demogràfic dels anys 1990, la demanda de l'escola pública de la Selva anava augmentant i va caldre construir un nou edifici, preparat per acollir dues línies d'Educació Infantil i Primària. Així és que el 2006 es va inaugurar l'actual edifici, situat a la Rasa de Ferrater. L'1 de novembre de 2008 va rebre el seu nom actual, per honorar el nou donador de les terres, Abel Ferrater i Hortet.